# Sugiharjo (Pati)
Sugiharjo is een bestuurslaag in het regentschap Pati van de provincie Midden-Java, Indonesië. Sugiharjo telt 2232 inwoners (volkstelling 2010).